# Polo de Ondegardo

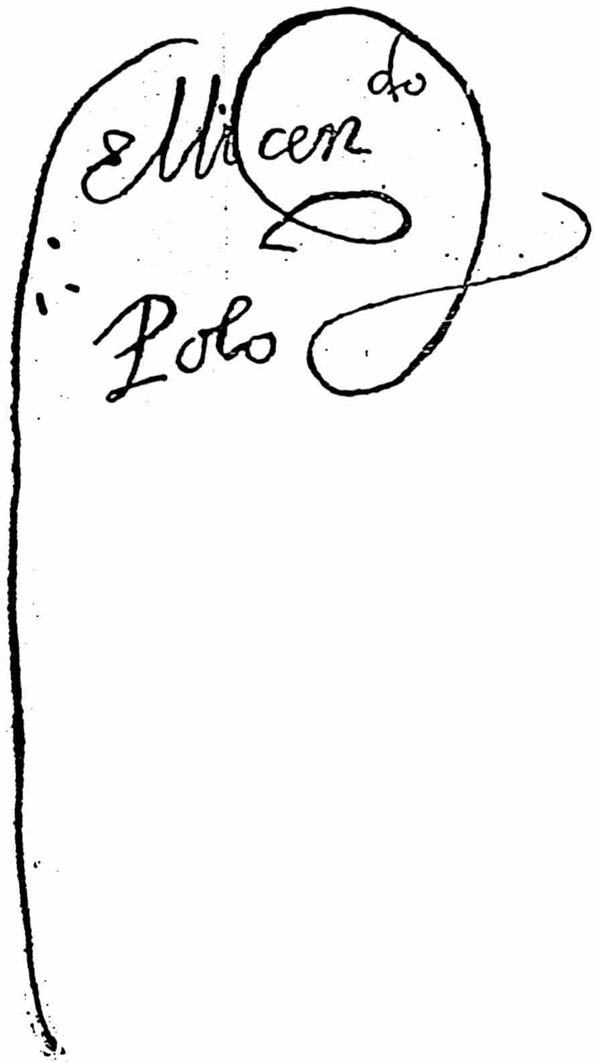
Firma del licenciado Polo de Ondegardo.

Polo de Ondegardo y Zárate (Valladolid, ... – La Plata, 24 novembre 1575) è stato un giurista, storico e funzionario spagnolo nonché uno dei più autorevoli investigatori sulla civiltà inca.

## Origini
Nacque, in una data imprecisata, in Valladolid da Diego López de León e da doña Jerónima de Zárate. La sua era un'importante famiglia di letterati e Polo ebbe accesso facilmente agli studi superiori. Non sappiamo dove conseguì il prestigioso titolo di licenciado, ma si presume che fosse all'Università di Valladolid, anche se alcuni storici propendono per quella di Salamanca.
Spesso viene ricordato con il nome Juan, anziché quello di Polo, ma tutti i numerosi documenti che ci sono pervenuti con la sua firma autografa, portano inequivocabilmente il nome di Polo che doveva essere quindi quello ufficiale.
Il 1º novembre 1543, Polo de Ondegardo e lo zio Agustín de Zárate partirono insieme dal porto di Sanlúcar de Barrameda diretti alle Indie, dove arrivarono nel marzo del 1544, sbarcando nel porto di Túmbez.

## Guerra civile in Perù
Polo si trovò subito coinvolto nella tumultuosa vita della colonia peruviana, attraversata da una insurrezione, e fu obbligato a prendere partito per l'uno o l'altro dei contendenti. Si trattava della sollevazione di Gonzalo Pizarro che opponeva i coloni "encomenderi" alle leggi della madrepatria applicate con eccessiva durezza dal viceré Núñez de Vela. Polo si unì alle forze di Gonzalo e seguì incondizionatamente le sue insegne.
Quando però, morto Núñez de Vela ed arrivato il nuovo viceré, Pedro de la Gasca, fu chiaro che la sollevazione stava assumendo le caratteristiche di un atto di ribellione verso la stessa Corona spagnola, Polo non si sentì di partecipare a quello che ormai riteneva un tradimento.
Coraggiosamente, si rifiutò di firmare un atto pubblico di adesione alla lotta contro il Re ed ebbe appena il tempo di fuggire da Lima prima che i fedeli di Pizarro lo catturassero per giustiziarlo.
Raggiunte le truppe lealiste si schierò nelle prime file in ordine di battaglia e fu uno dei primi a passare il grande fiume Apurimac a nuoto. Il 9 aprile 1548, giorno dello scontro risolutivo, Polo non si sottrasse ai suoi doveri e si guadagnò la stima e la considerazione di La Gasca.

## Esperienze amministrative
Per la sua indiscussa preparazione giuridica vennero attribuite a Polo incombenze amministrative che egli svolse con consumata perizia. Sotto la sua sorveglianza i tributi alla Corona vennero riscossi con rinnovato rigore e le contrade vennero rese più sicure grazie all'arresto degli individui più pericolosi.
Chaca, Chuquisaca e Potosí furono i territori posti sotto la giurisdizione di Polo e da lui portati a condizioni di vita soddisfacenti per gli abitanti abituati a violenze e ruberie.
Per i suoi meriti Polo ricevette, da La Gasca, i diritti di sfruttamento di una miniera di argento presso Potosí e l'inaspettata concessione lo rese uno degli uomini più ricchi del Perù.
Ne approfittò per sposarsi con una dama di rango, doña Jerónima de Peñalosa, figlia di Rodrigo de Contreras, il governatore di Panama. Da questa unione sarebbero nati sei figli.
Sotto il vicereame di La Gasca, Polo ebbe comunque ancora modo di distinguersi, promuovendo esplorazioni verso Río de la Plata, Tucumán e Cile e, soprattutto sventando pericolose ribellioni.

## Ribellioni e guerre
Durante il vicereame di Antonio de Mendoza, Polo de Ondegardo rischiò di perdere la vita proprio per una di queste frequenti ribellioni. Si trattava della sollevazione promossa in Charcas dal Conte de la Gomera, Sebastián de Castilla che costò la vita al governatore della provincia, Hinojosa. Polo con la sua lungimiranza si avvide del pericolo, ma il governatore non se ne dette per inteso e Polo, nel momento critico, riuscì a districarsi dalla presa dei ribelli fuggendo a cavallo.
Polo era un uomo di legge, ma la vita di colonia gli riservava ancora dei compiti più adatti ad un militare di professione che a un giureconsulto. Francisco Hernandéz de Giron, già seguace di Gonzalo Pizarro sollevò ancora una volta gli scontenti e gli avventurieri contro la Corona. Un primo esercito non aveva potuto fermarlo e tutte le speranze dei lealisti si concentrarono sulle truppe di Alvarado che accorreva da La Paz. Anche Polo si affrettò a raggiungerlo e armò, a sue spese, una intera compagnia di fanteria.
In Chuquinga i due eserciti si dettero battaglia. Alvarado aveva le posizioni migliori, ma sconsideratamente, attaccò per primo esponendosi ad un contrattacco. La sconfitta fu inevitabile e coinvolse Polo che, ferito, riuscì a rifugiarsi in un villaggio vicino.
Per Giron, però, ormai si profilava la fine e un ulteriore scontro, nel 1554, a Pucara gli fu infatti fatale.
Alla battaglia partecipò ancora Polo de Ondegardo che ne uscì gravemente ferito alla testa da un'ascia e ad una gamba da due colpi di archibugio. Si salvò comunque, ma a prezzo di una lunga convalescenza e ad una menomazione perenne che lo avrebbe costretto all'uso del bastone.

## Corregidor del Cuzco
Nominato "Corregidor" di Cuzco nel 1558 dal viceré Cañete, esercitò tale funzione per tre anni consecutivi. In questo periodo, per poter meglio amministrare la colonia, prese a studiare le usanze e l'organizzazione politico-amministrativa degli Inca. Le sue ricerche non erano, però, volte al passato quanto al presente nel tentativo di incorporare la componente indigena del Perù nella realtà spagnola dominante.
In quegli anni, investigando presso gli indigeni, nel tentativo di porre fine alle loro idolatrie, cercò e scoprì alcune delle mummie degli antichi sovrani che sottrasse ai loro custodi per inviarle a seppellire in un punto imprecisato di Lima, forse il recinto di una chiesa, a tutt'oggi rimasto sconosciuto.
Tra le attività di Polo, in questo periodo, vi è la divisione di Cuzco in quattro parrocchie, ognuna con una propria chiesa, la redazione di un'ordinanza per lo sfruttamento delle miniere di Carabaya e la nomina di rappresentanti locali degli indigeni.
Sempre nel tentativo di combattere l'idolatria, Polo sviscerò la funzione dei ceque che trasmise in un minuscolo trattato che sarebbe poi stato incorporato da Bernabé Cobo in un capitolo della sua opera.
Terminata la sua fatica politico-amministrativa Polo si ritirò nella sua residenza di Chuquisaca, ma, nel 1571, il nuovo viceré Francisco de Toledo doveva richiamarlo ad una funzione attiva, nominandolo governatore di Cuzco.
Seguirono altri anni di attività in cui Polo eccelse per la sua conoscenza della realtà indigena e di cui approfittò per raccogliere ulteriori informazioni sulle caratteristiche della civiltà inca, mentre coadiuvava il viceré nella stesura delle famose "Informaciones".
Si spense infine a La Plata nel 1575 e il suo corpo riposò provvisoriamente nel locale convento di San Francisco per poi essere traslato nel Colegio de la Compañia de Jesús, sempre in La Plata, accanto a quello della consorte spirata nel 1594.

## Antiche polemiche
Le ricerche di Polo sulla civiltà inca si svolsero, o, per meglio dire, si conclusero, durante le investigazioni promosse dal viceré Francisco de Toledo. Costui si proponeva di dimostrare che l'impero andino era fondato sull'usurpazione dei diritti naturali delle varie etnie conquistate dalle genti del Cuzco. Tale assunto rendeva plausibile la dominazione spagnola che si presentava come una sorta di liberazione di genti oppresse, ma urtava contro la concezione di quanti ritenevano la presenza iberica frutto di una politica imperialistica e contraria alle leggi cristiane.
Polo, schierato con il viceré, venne naturalmente preso di mira, per la sua autorevolezza, dagli antagonisti raccolti nella fazione antigovernativa.
In uno scritto anonimo, dai più ricondotto al gesuita Blas Valera e comunque frutto, sicuramente della sua scuola di pensiero, appaiono critiche severe nei confronti del "Licenciado".
Gli si contesta di aver riportato, senza cognizione di causa per la sua ignoranza del quechua, pareri e notizie lesive dell'immagine della civiltà inca, espresse per solo motivo di presunzione.
In particolare, la polemica si articola sulla asserzione di Polo circa l'uso di sacrifici umani, in specie di fanciulli. L'autore anonimo dopo aver inveito per alcuni periodi sull'ignoranza di Polo, gli contesta che il termine "huahua" da lui interpretato come fanciulli, si riferisce in quechua a qualsiasi cucciolo di animale e che, nella fattispecie, indicava dei giovani lama. Questa tesi sarebbe sostenuta anche da altri autori che l'anonimo cita copiosamente in una nota.
Polo non è però isolato nelle sue affermazioni e moltissimi altri autori dell'epoca, ben più autorevoli di quelli citati dal gesuita anonimo, hanno riportato l'esistenza di questo rito crudele. Ad onore degli inca va però detto che questo genere di sacrificio era riservato soltanto a circostanze particolari e che può essere considerato una sorta di limitazione di una usanza molto diffusa prima del loro avvento.

## Diatribe recenti
Nella Relazione anonima sopra citata, fra i testi contrari alla tesi di Polo de Ondegardo, viene citato uno spagnolo, Francisco de Chávez, già amico di Tito Atauchi, un fratello di Atahuallpa, ed autore di una relazione considerata perduta.
Recentemente, però, la relazione di Chavez sarebbe stata ritrovata da una ricercatrice italiana ed avrebbe rivelato dei particolari sconvolgenti sulla conquista.
Il condizionale è d'obbligo perché la genuinità della relazione è attualmente contestata da una parte degli esperti di storia inca, malgrado accertamenti scientifici positivi sui reperti.
Comunque, esaminando il documento in questione troviamo un legame diretto con Polo. Si tratta di un suo commento apposto in calce con tanto di firma autografa.
La nota dice testualmente: "Non es cosa", traducibile in italiano con "Non è cosa" (sottinteso "importante"). A cosa si riferiva Polo?

Chavez sosteneva che Francisco Pizarro, in occasione dell'incontro con Atahuallpa, o subito prima, aveva offerto ai maggiorenti inca del vino avvelenato con arsenico e che, per quello, la cattura dell'inca sarebbe stata tanto agevole.
La denuncia continuava rivelando che l'autore dell'avvelenamento, tale Padre Yepes, sarebbe stato successivamente ucciso per metterlo a tacere.
Secondo l'interpretazione dei ricercatori italiani, Polo sarebbe giunto in possesso della scomoda testimonianza, ma l'avrebbe archiviata per un discutibile senso di opportunità.
Per dovere di cronaca si segnala che l'episodio della denuncia di Chávez si inserisce in un più vasto disegno che coinvolgerebbe l'opera stessa di Guaman Poma de Ayala, segnalato come un semplice prestanome di Blas Valera che sarebbe stato il vero autore della "Nueva crónica y buen gobierno".

## Opere
- Tratado y averiguación sobre los errores y supersticiones de los indios (1559).
- Informe del Licenciado Polo de Ondegardo al Licenciado Briviesca de Muñatorres sobre la perpetuidad de las encomiendas en el Perú (1561).
- La relación de los adoratorios de los indios en los cuatro ceques. (1561)
- Ordenanzas de las minas de Guamanca.
- Instrucción sobre las ceremonias y ritos que usan los indios conforme al tiempo de su gentilidad (1567).
- Relación de los fundamentos acerca del notable daño que resulta de no guardar a los indios sus fueros (1571).
- Traslado de un cartapacio a manera de borrador que quedó en los papeles del Licenciado Polo de Ondegardo cerca del linaje de los Incas y como conquistaron.
- Copia de unos capitulos de una carta del Licenciado Polo, vecino de la ciudad de La Plata para el doctor Francisco Hernández de Liébana.

## Edizioni moderne
- in Colección de Libros y Documentos Referentes a la Historia de Perú. Tomi III e IV Lima 1916-1917.
- in Colección de Documentos Inéditos para la Historia de Hespaña. Tomo VI
- in Revista Histórica de Lima. Tomo XII. Lima 1940
- in Colección de Documentos Inéditos del Archivio de Indias (Torres Mendoza) Tomo XVII, primera serie. Madrid
- in historia 16 (El mundo de los incas) Madrid 1990